# Julia Iruretagoiena
Julia Iruretagoiena Selles, née à Irun en 1886 et morte en 1954 à Mexico, est une militante espagnole.

## Biographie
Elle épouse le militant espagnol Tomás Meabe.
Elle travaille à la Residencia de Señoritas de Madrid, avec María de Maeztu et Victoria Kent.
Elle collabore également au projet du Lyceum Club Féminin de Madrid, avec Victorina Durán.
Elle travaille dans la délégation de l'OIT pendant la guerre d'Espagne.
Elle doit s'exiler en juillet 1939 au Mexique, devant se contraindre à l'exil républicain en raison de son activisme contre Franco.